# Нет тебя прекрасней
«Нет тебя прекрасней» (известна также как «Не умирай, любовь») — песня, написанная советским певцом и композитором Юрием Антоновым в соавторстве с Ириной Безладновой и Михаилом Беляковым в 1969 году.
Впервые исполнена ВИА «Поющие гитары», впоследствии исполнялась и самим Антоновым.

## История создания
Идея мелодии пришла к Юрию Антонову (на тот момент — клавишнику ансамбля «Поющие гитары») в поезде, на котором коллектив ехал на гастроли в Молдавию. Автором текста выступила тогдашняя подруга Антонова, работница «Ленконцерта» Ирина Безладнова, написавшая первые два куплета (Антоновым была внесена лишь одна правка: в строке «Как мгновенье, неуловима…» труднопроизносимое с исполнительской точки зрения «мгновенье» было заменено на «виденье»). Впоследствии Антонов посчитал, что двух куплетов будет недостаточно, но Ирина на тот момент была чем-то занята и отказалась (впоследствии пожалев об этом). Третий куплет был написан гитаристом ансамбля «Добры молодцы» Михаилом Беляковым.
В записи песни Антонов участия не принимал, покинув коллектив.

«Когда он уходил, то оставил клочок нотной бумаги, на которой была эта песня. Он сказал: „Женя, мне кажется, эта песня в твоём исполнении прозвучит“. Я её замариновал на полгода, забыл о ней, потом наткнулся и буквально за одну ночь расписал, кому что играть. Так она и получилась».— Евгений Броневицкий («Поющие гитары»)
Однако Броневицкий, напротив, счёл текст слишком длинным и убрал второй куплет («Если б пристальней ты взглянула…»), добавив гитарное соло. Полный вариант текста прозвучал в версии ВИА «Весёлые ребята» (вокалист — Леонид Бергер), записанной предположительно в конце 1971 года во время гастролей по Чехословакии.

«Окончивший консерваторию Бергер был очень сильно музыкально подкован и ко всему подходил научно, фундаментально. Он брал какого-то певца, например Рэя Чарлза или Тома Джонса, и раскладывал его манеру пения на составные части, составляя его музыкальный портрет и стремясь понять его сущность. Такого подхода больше ни у кого не было — только у Бергера. Он был очень основательный, очень целенаправленный и подготовленный музыкант. И в этом заключалась его сущность как человека. И когда он запел „Для меня нет тебя прекрасней“, мы просто обалдели…»— Юрий Петерсон

## Издание
«Нет тебя прекрасней» была издана фирмой «Мелодия» на мини-альбоме «Проводы» в 1970 году (в соавторах песни вместо Безладновой был указан Альберт Азизов; в последующих изданиях ошибка была исправлена).
Песня получила обзор на первой пластинке из серии «Место встречи» в 1986 году.
В 1989 году песня в исполнении автора вошла в альбом «Жизнь что сказка», записанный Егором Летовым в рамках музыкального проекта «Коммунизм».
В 1997 году для новогоднего проекта «Старые песни о главном 3» песню исполнил Владимир Пресняков-младший. Только в этом варианте всего два куплета, и в качестве второго применён куплет Белякова, являющийся третьим в оригинале.
В 2015 году вокальная группа Kvatro записала свою версию песни.